# NGC 5732
NGC 5732 est une galaxie spirale située dans la constellation du Bouvier. Sa vitesse par rapport au fond diffus cosmologique est de 3 922 ± 11 km/s, ce qui correspond à une distance de Hubble de 57,9 ± 4,1 Mpc (∼189 millions d'al). NGC 5732 a été découverte par l'astronome germano-britannique William Herschel en 1787.
La classe de luminosité de NGC 5732 est II-III.
À ce jour, quatre mesures non basées sur le décalage vers le rouge (redshift) donnent une distance de 59,450 ± 4,475 Mpc (∼194 millions d'al), ce qui est à l'intérieur des valeurs de la distance de Hubble.